# Casper Van Dien

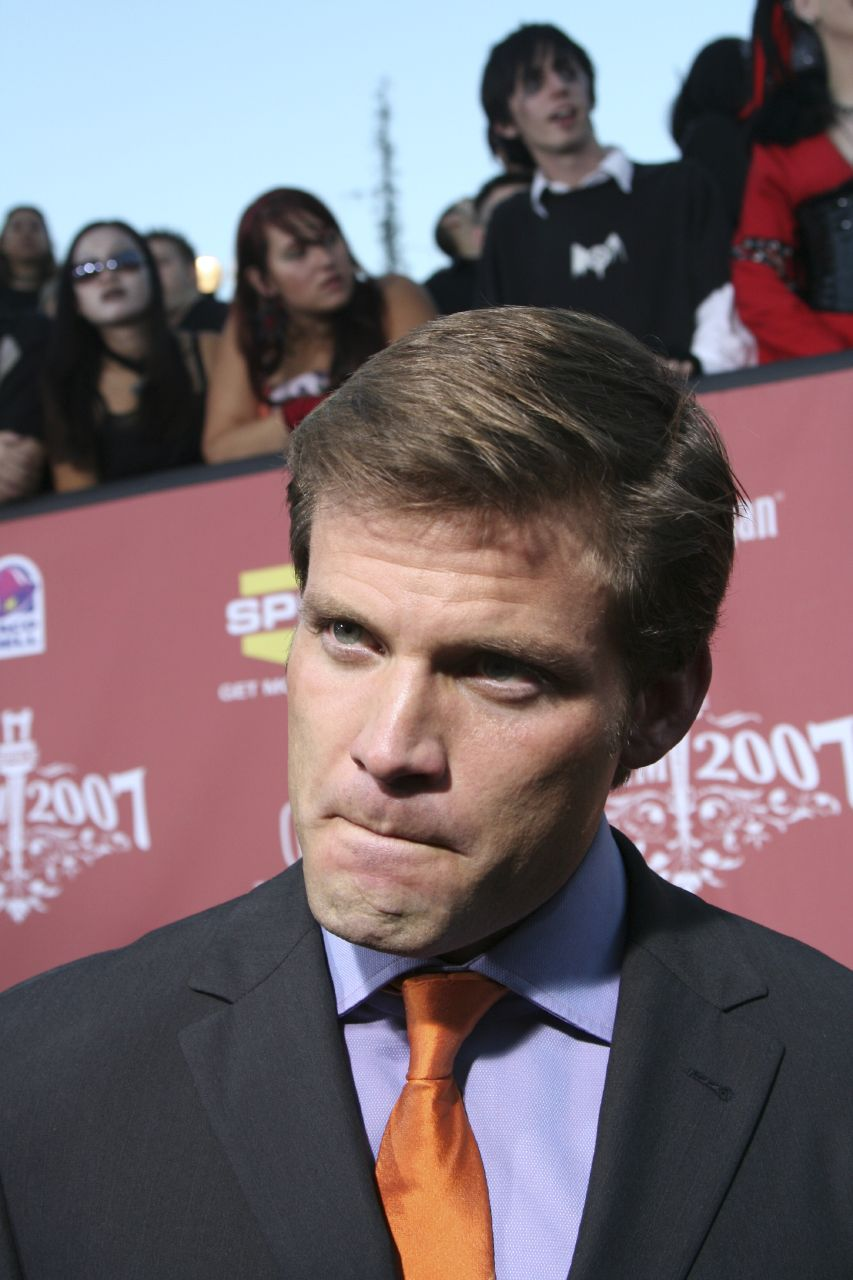
Casper Van Dien în 2007

Casper Robert Van Dien, Jr. (n. 18 decembrie 1968, Milton, Florida) este un actor american.

## Filmografie

### Filme
| An   | Film                               | Rol                       | Note                           |
| ---- | ---------------------------------- | ------------------------- | ------------------------------ |
| 1984 | Revenge of the Nerds               | ROTC Javelin Thrower      | necreditat                     |
| 1990 | Menu for Murder                    | Life Guard                |                                |
| 1993 | The Webbers                        | Guy Miranda brings home   |                                |
| 1995 | Kill Shot                          | Randy                     |                                |
| 1996 | Lethal Orbit                       | Tom Corbett               |                                |
| 1996 | Love Notes                         | Adam                      |                                |
| 1996 | Night Eyes 4                       | Roy                       |                                |
| 1996 | Beastmaster III: The Eye of Braxus | King Tal                  |                                |
| 1996 | The Colony                         | unknown role              |                                |
| 1997 | Night Scream                       | Teddie/Ray Ordwell Jr.    |                                |
| 1997 | Casper: A Spirited Beginning       | Bystander                 |                                |
| 1997 | James Dean: Race with Destiny      | James Dean                |                                |
| 1997 | Starship Troopers                  | Johnny Rico               |                                |
| 1998 | Tarzan and the Lost City           | Tarzan/John Clayton       |                                |
| 1998 | Casper Meets Wendy                 | Crewcut Man               |                                |
| 1998 | Modern Vampires                    | Dallas                    |                                |
| 1998 | On the Border                      | Jake Barnes               |                                |
| 1999 | Shark Attack                       | Steven McKray             |                                |
| 1999 | The Collectors                     | A.K.                      |                                |
| 1999 | The Omega Code                     | Gillen Lane               |                                |
| 1999 | Thrill Seekers                     | Tom Merrick               |                                |
| 1999 | Sleepy Hollow                      | Brom Van Brunt            |                                |
| 2000 | Sanctimony                         | Tom Merrick               |                                |
| 2000 | The Tracker                        | Connor Spears             |                                |
| 2000 | Partners                           | Drifter                   |                                |
| 2000 | Python                             | Bart Parker               |                                |
| 2000 | Cutaway                            | Delmira                   |                                |
| 2000 | A Friday Night Date aka Road Rage  | Jim Travis                |                                |
| 2001 | Windfall                           | Ace Logan                 |                                |
| 2001 | Chasing Destiny                    | Bobby Moritz              |                                |
| 2001 | Danger Beneath the Sea             | Commander Miles Sheffield |                                |
| 2002 | The Vector File                    | Gerry                     |                                |
| 2003 | Big Spender                        | Eddie Burton              |                                |
| 2004 | Maiden Voyage                      | Kyle Considine            |                                |
| 2004 | Skeleton Man                       | Staff Sgt. Oberron        |                                |
| 2004 | What the #$*! Do We (Know!?        | Romantic Moritz           |                                |
| 2004 | Dracula 3000                       | Capt. Abraham Van Helsing |                                |
| 2005 | The Fallen Ones                    | Matt Fletcher             |                                |
| 2005 | Personal Effects                   | Chris Locke               |                                |
| 2005 | Officer Down                       | Officer Philip Gammon     |                                |
| 2006 | The Curse of King Tut's Tomb       | Danny Freemont            |                                |
| 2006 | Meltdown: Days of Destruction      | Officer Tom Brackett      |                                |
| 2006 | Slayer                             | Hawk                      |                                |
| 2008 | Aces 'N' Eights                    | Luke Rivers               |                                |
| 2008 | Starship Troopers 3: Marauder      | Johnny Rico               |                                |
| 2008 | Mask of the Ninja                  | Jack Barrett              |                                |
| 2009 | One Hot Summer                     | Luther Simmonds           |                                |
| 2010 | Turbulent Skies                    | Tom                       |                                |
| 2011 | Born To Ride                       | Mike Callahan             |                                |
| 2012 | Starship Troopers: Invasion        | Johnny Rico               | Doar voce; Producător executiv |
| 2012 | Fugitive at 17                     | Spencer Oliphant          |                                |

### Televiziune
- Salvage Marines (2022)